# 薛正
薛正（1901年—1995年），女，江苏无锡人，中国教育工作者，曾任上海中西女中校长，民进中央委员。